# Microbryum davallianum
Microbryum davallianum là một loài Rêu trong họ Pottiaceae. Loài này được (Sm.) R.H. Zander mô tả khoa học đầu tiên năm 1993.